# Anisoptera
Gli Anisotteri (Anisoptera de Sélys Longchamps, 1854), conosciuti anche come libellule, sono un sottordine di insetti appartenenti all'ordine degli Odonati.

## Descrizione

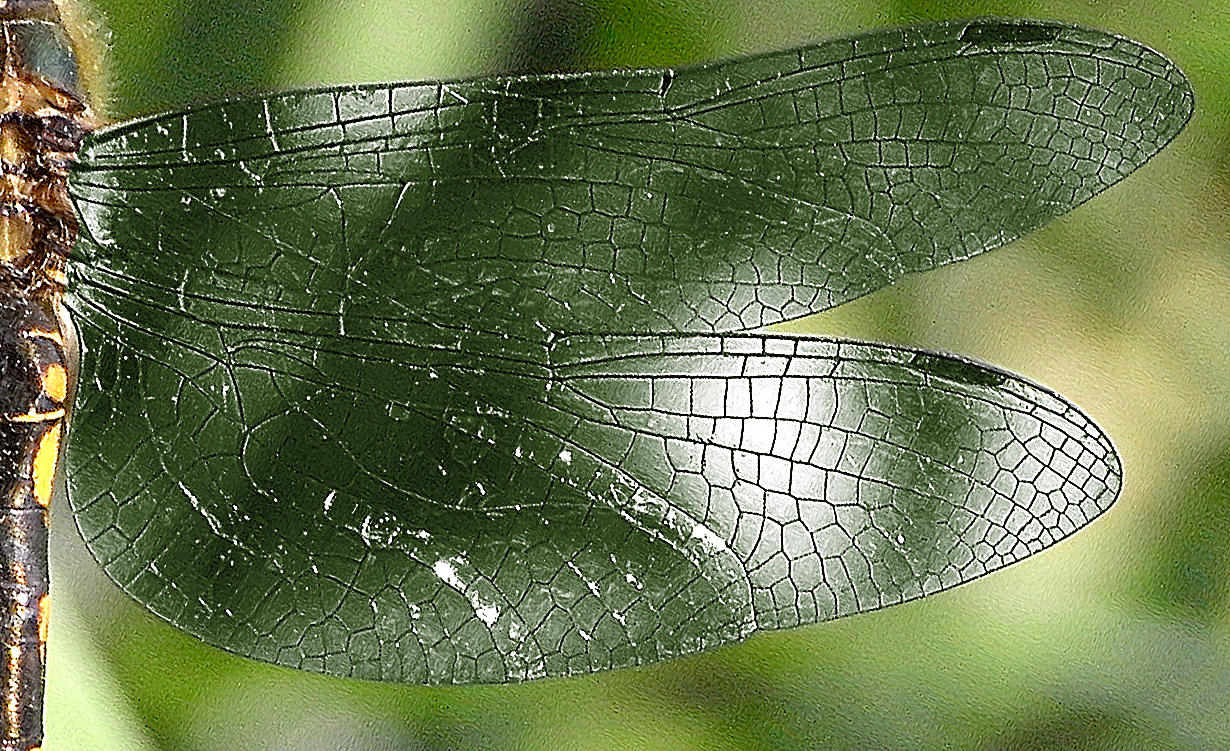
Ali di Somatochlora flavomaculata.

Il termine Anisoptera vuol dire "ali diverse", in contrapposizione agli Zygoptera, a differenza dei quali, posseggono le ali posteriori più larghe e sviluppate rispetto a quelle anteriori. Ciò rende gli Anisotteri molto più abili nel volo.

L'elemento distintivo tra i due raggruppamenti è costituito proprio dalle ali: a differenza degli Zigotteri, gli Anisotteri a riposo tengono sempre le ali distese orizzontalmente rispetto al corpo, eccetto che per un esemplare del genere Cordulephya.
Appartiene agli Anisotteri la più piccola specie nota degli Odonati (Nannophya pygmaea, Asia orientale) con 20 mm di apertura alare.
Il capo ha una struttura sferoidale, gli occhi compositi sono molto prominenti e a differenza degli Zigotteri possono anche toccarsi lungo il lato interno.
L'addome è generalmente più robusto e può avere sezione triangolare o essere depresso. 
In molte specie le femmine posseggono le appendici terminali normalmente presenti in tutti i maschi di entrambi i raggruppamenti. Manca invece la presenza di un forte ovopositore sviluppato, presente solo in alcuni generi.
Nelle ninfe degli Anisotteri le trachee esterne sono sostituite da branchie rettali, e così come per gli adulti posseggono una costituzione un po' più robusta.

## Biologia

### Alimentazione
Si nutrono generalmente di zanzare, mosche, moscerini e altri ditteri che catturano a mezz'aria sfruttando il loro rapido volo.
Alcune libellule, dette assalitrici, non vagano nell'aria ma catturano le prede facendo la posta da punti fissi (rami, foglie, ecc.) per poi catturarle non appena invadono il loro campo visivo. Alcune specie di libellule assalitrici sono: la Crocothemis erythraea, la Leucorrhinia caudalis, la libellula dalle quattro macchie (Libellula quadrimaculata), la libellula panciapiatta (Libellula depressa), la Sympetrum striolatum, il cardinale sanguineo (Sympetrum sanguineum) e la Sympetrum flaveolum.

### Riproduzione
Solo pochi Anisotteri depongono le uova nei tessuti vegetali, ma alcune specie depongono le uova nel fango o nella sabbia dei fondali. La maggioranza degli esemplari di Anisotteri tende comunque a disperdere le uova nell'acqua, aiutandosi con movimenti ritmici dell'addome che viene immerso e ritirato dalla superficie acquatica. Tutte le femmine, eccetto quelle del genere Sympetrum, vengono abbandonate dal maschio subito dopo l'accoppiamento. Se il maschio accompagna invece la compagna fino al momento della deposizione delle uova predilige trattenerla non per il collo o il capo ma per il protorace.

Il ciclo larvale è più lungo di quello degli Zigotteri e può arrivare fino ai 5-6 anni.

## Distribuzione e habitat
Il loro habitat ideale è nei pressi di laghi, stagni, fiumi, ruscelli e in genere zone acquitrinose e paludose anche se, grazie all'apparato alare più sviluppato, possono allontanarsi anche di diversi chilometri.

## Tassonomia
Il raggruppamento è uno dei tre sottordini, assieme a Zygoptera ed Anisozygoptera, in cui viene suddiviso l'ordine degli Odonata.
Comprende le seguenti superfamiglie e famiglie:
- Superfamiglia Aeshnoidea
  - Aeshnidae
  - Austropetaliidae
  - Gomphidae
  - Neopetaliidae
  - Petaluridae
- Superfamiglia Cordulegastroidea
  - Chlorogomphidae
  - Cordulegastridae
  - Neopetaliidae
- Superfamiglia Libelluloidea
  - Corduliidae
  - Libellulidae
  - Macromiidae
  - Synthemistidae

Uno studio filogenetico del 2003 individuava Anisozygoptera come un raggruppamento parafiletico; secondo tali analisi le specie viventi presenti nel raggruppamento "Anisozygoptera" andrebbero classificate nell'infraordine Epiophlebioptera da accorpare, assieme agli Anisoptera (anch'essi declassati al rango di infraordine), nel sottordine Epiprocta.

### Alcune specie

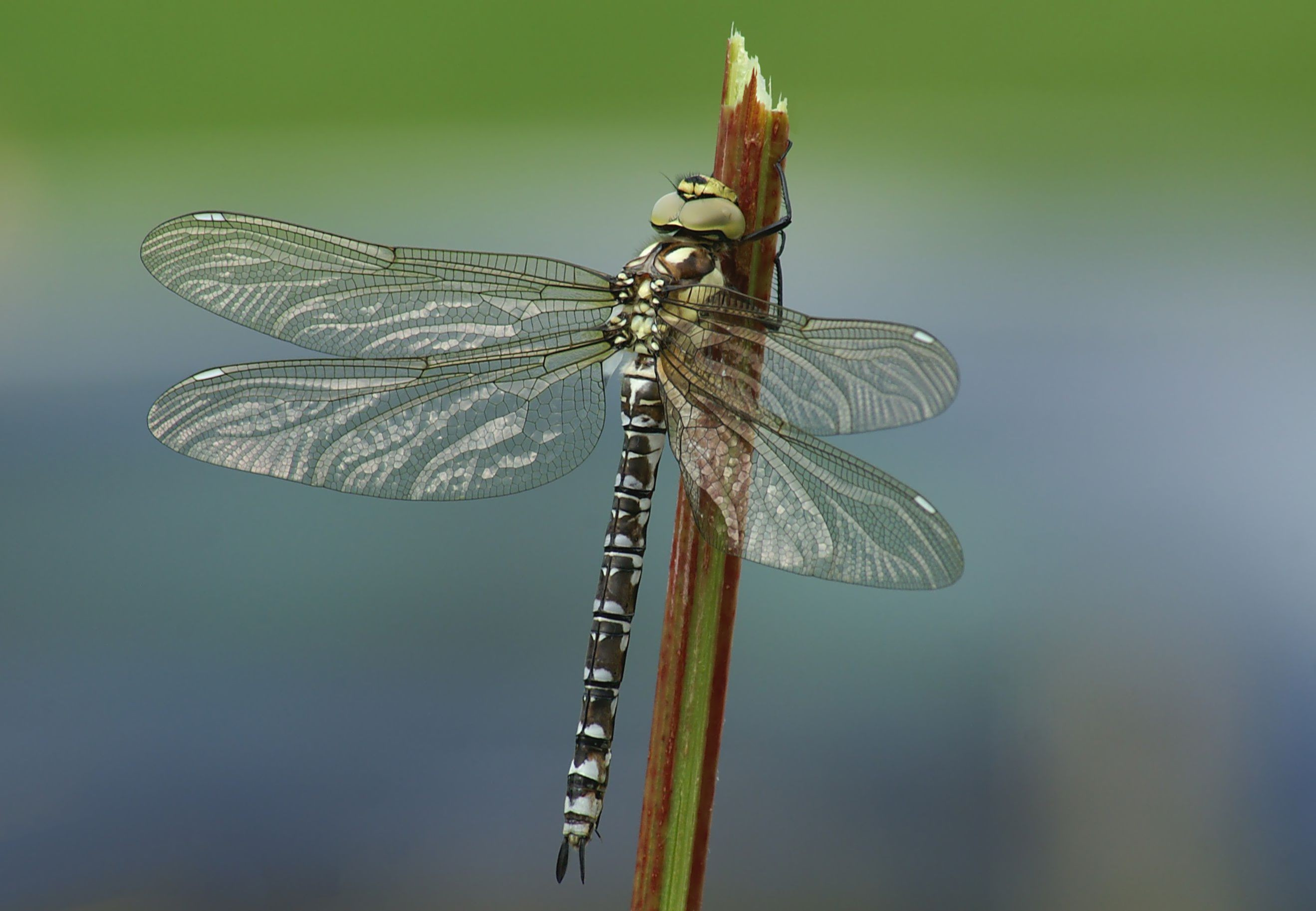
Aeshna cyanea
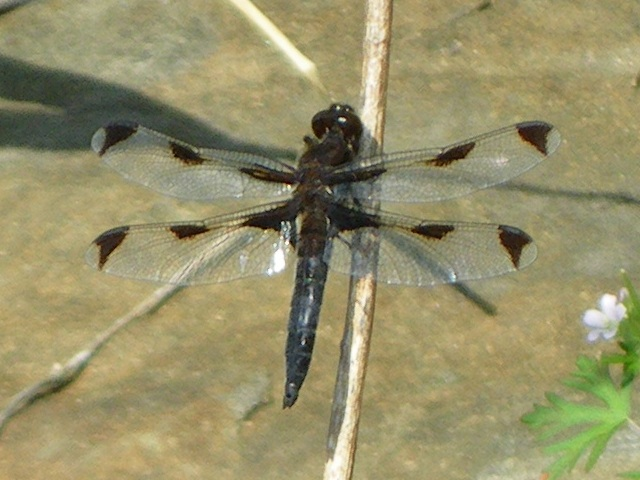
Libellula angelina
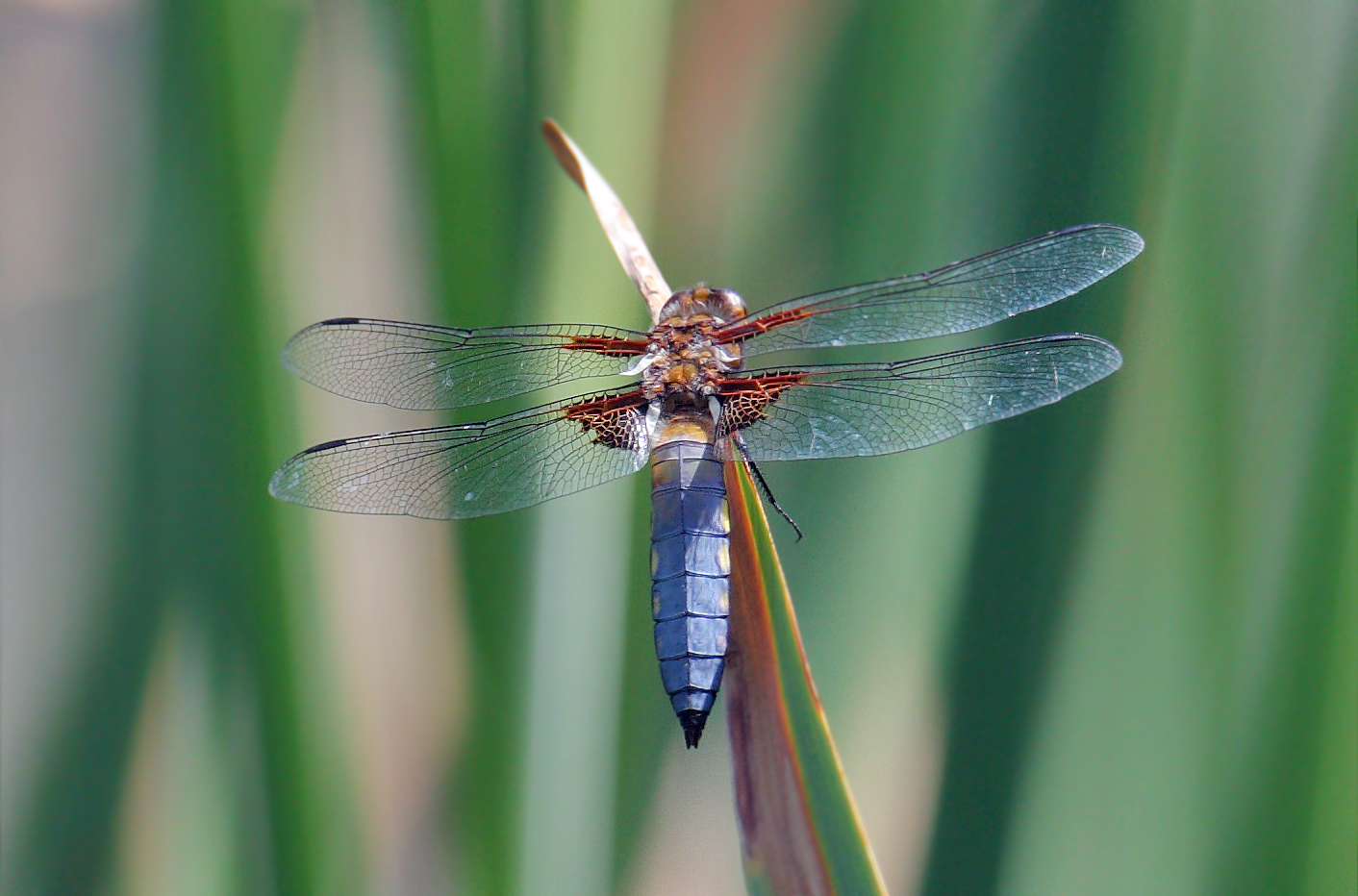
Libellula depressa
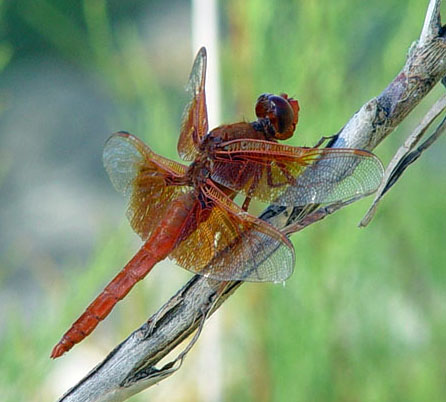
Libellula saturata
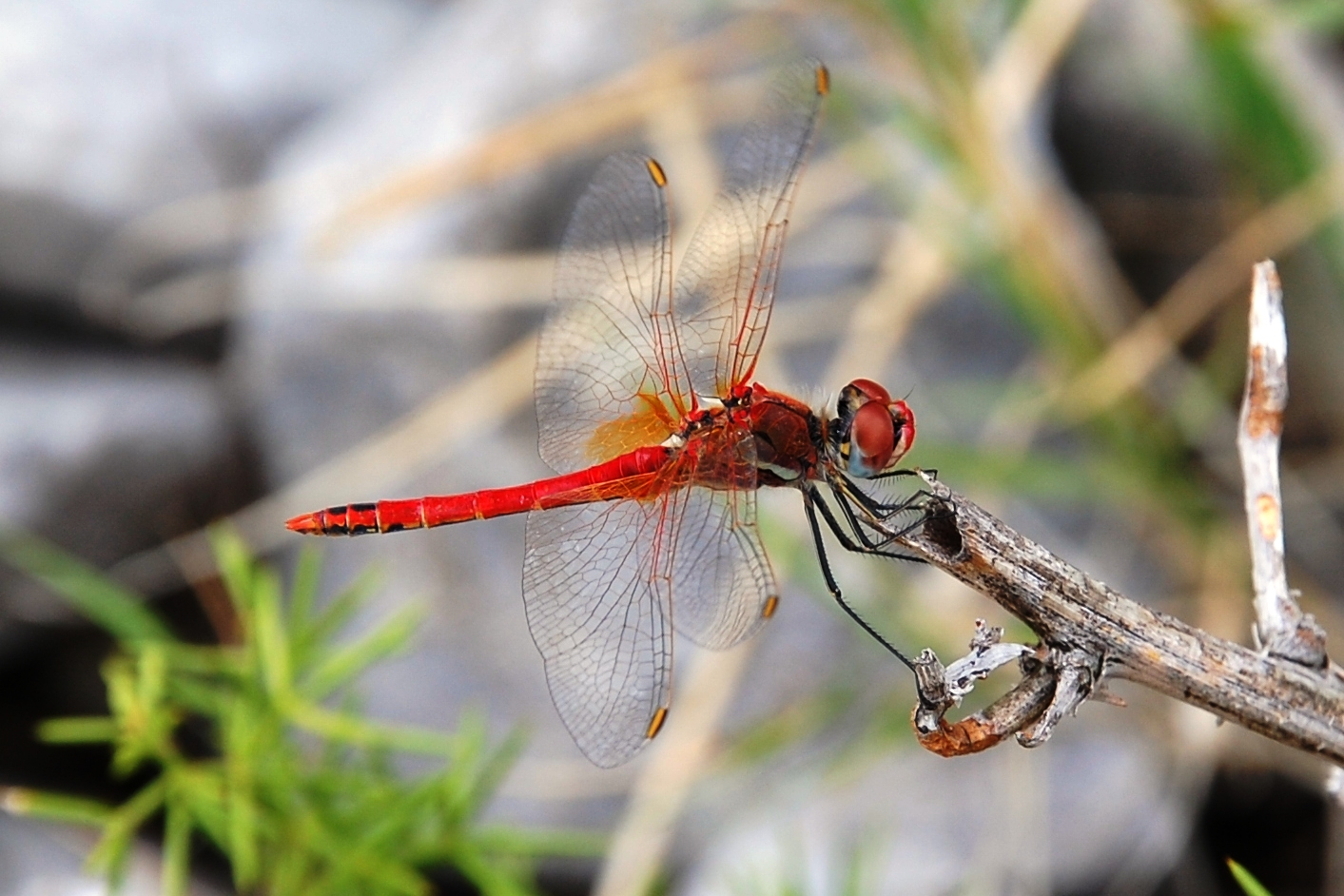
Sympetrum fonscolombii
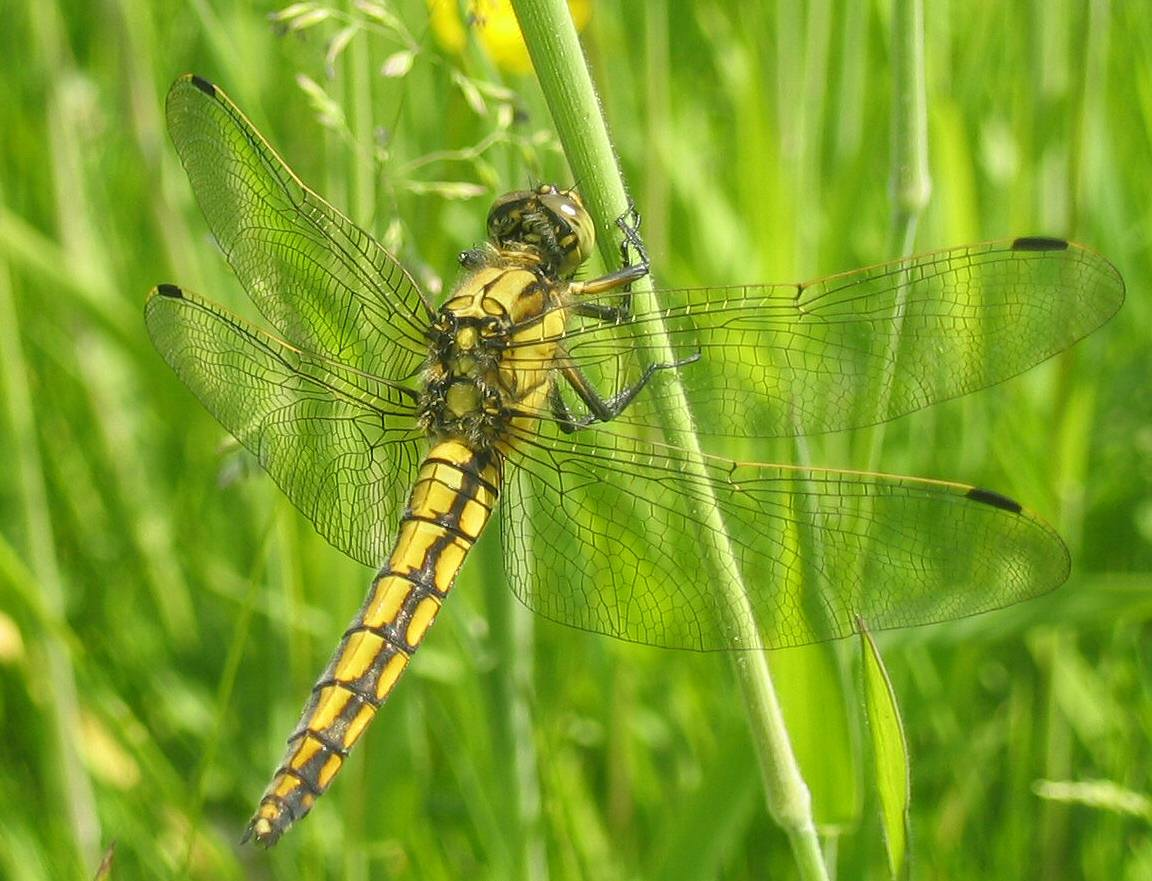
Orthetrum cancellatum